# Geelborstvireo
De geelborstvireo (Vireo flavifrons) is een zangvogel uit de familie Vireonidae (Vireo's).

## Verspreiding en leefgebied
De geelborstvireo broedt van het zuidoosten van Canada tot het zuidoosten van de Verenigde Staten en overwintert in Midden-Amerika en het noorden van Zuid-Amerika.

## Status
De grootte van de populatie is in 2019 geschat op 4,7 miljoen volwassen vogels. Op de Rode lijst van de IUCN heeft deze soort de status niet bedreigd.